# Charlotte Rohlin
Charlotte Rohlin (Linköping, 1980. december 2. –) világbajnoki bronzérmes svéd női válogatott labdarúgó.

## Pályafutása

### A válogatottban
A svéd válogatott tagjaként részt vett a 2007-es, a 2011 és a 2015-ös világbajnokságon, valamint a 2008-as pekingi olimpián.

## Sikerei, díjai

### Klubcsapatokban
Svéd bajnok (4):
- Linköping (1): 2009

 Svéd kupagyőztes (4):
- Linköping (4): 2006, 2008, 2009, 2014

 Svéd szuperkupagyőztes (2):
- Linköping (1): 2009, 2010

### A válogatottban
Svédország
- Világbajnoki bronzérmes (1): 2011
- Algarve-kupa győztes (1): 2009
- Algarve-kupa bronzérmes (2): 2007, 2010